# Bezedník
Bezedník je přírodní památka v katastru obce Lukov v okrese Zlín. Správa AOPK Brno. Leží v Hostýnských vrších v nadmořské výšce 323 metrů asi jeden kilometr severozápadně od středu obce Lukov a jeden kilometr západně od hradu Lukov. Přírodní památka Bezedník byla vyhlášena okresním úřadem v roce 1991 a tvoří ji rybník stejnojmenného názvu a jeho bezprostřední okolí. Důvodem ochrany je rybník jako refugium obojživelníků.

## Flóra
Kolem potoka se nalézá podmáčený les ve kterém rostou mokřadní druhy rostlin jako blatouch bahenní (Caltha palustris), mokrýš střídavolistý (Chrysosplenium alternifolium), devětsil bílý (Petasites albus), na sušších místech prvosenka vyšší (Primula elatior), bažanka vytrvalá (Mercurialis perennis) aj. Státem chráněna je i borovice u rybníka.

## Fauna
Přírodní památka je útočištěm pro následující druhy obojživelníků:
- mlok skvrnitý (Salamandra salamandra)
- čolek obecný (Triturus vulgaris)
- čolek horský (Triturus alpestris)
- kuňka žlutobřichá (Bombina variegata)
- ropucha obecná (Bufo bufo)
- ropucha zelená (Bufo viridis)
- rosnička zelená (Hyla arborea)
- skokan hnědý (Rana temporaria)
- skokan ostronosý (Rana arvalis)
- skokan štíhlý (Rana dalmatina).

Entomologický průzkum zde zjistil 42 druhů vodního hmyzu, především brouků.

## Rekreační
Bezedník se nachází v turisticky atraktivní oblasti, v jeho blízkém okolí se až do vyhlášení přírodní památky stavěly rekreační chaty. Přímo na břehu rybníka stávala od roku 1939 chata trampské Osady hladových vlků (zanikla v šedesátých letech 20. století).